# Pedro Júnior
Pedro Bispo Moreira Júnior, meglio noto come Pedro Júnior (Santana do Araguaia, 29 gennaio 1987), è un ex calciatore brasiliano, di ruolo attaccante.

## Carriera
Formatosi nel Vila Nova, nel 2005 viene ceduto in prestito al Grêmio, con cui vince nel 2006 un Campionato Gaúcho. Nel 2007 passa al Cruzeiro, che nel corso dell'anno lo cedette in prestito al São Caetano.
Nel 2007 viene ceduto ai giapponesi dell'Omiya Ardija, società con cui gioca per due stagioni in J. League Division 1 prima di essere ceduto in prestito al Vila Nova nel 2008.
Nel 2009 viene prestato all'Albirex Niigata ed in seguito ceduto al Gamba Osaka, società con cui ottiene il terzo posto della J. League Division 1 2009 e con cui vince la Coppa dell'Imperatore 2009.
L'anno seguente è ceduto in prestito in Brasile, prima allo Sport Recife e poi al Vila Nova.
Nel 2011 ritorna a giocare in Giappone, al FC Tokyo, con cui vince la J. League Division 2 2011.
Nel 2012 ritorna al São Caetano e successivamente anche al Vila Nova.
Nel 2013 si trasferisce in Corea del Sud per giocare nel Jeju United, con cui ottiene il nono posto della K-League Classic 2013.
Nel 2014 ritorna a giocare in Giappone con il neo-promosso in massima serie Vissel Kōbe.

## Palmarès

### Competizioni statali
- Campionato Gaúcho: 1

Grêmio: 2006

### Competizioni nazionali
- Coppa dell'Imperatore: 1

Gamba Osaka: 2009
- J. League Division 2: 1

FC Tokyo: 2011
- Supercoppa del Giappone: 1

Kashima Antlers: 2017